# Ornithomimosaurier
Ornithomimosauria (”fågelhärmande ödlor”) är en klad med dinosaurier inom underorningen theropoder. Gruppen är även känd som ”strutsdinosaurier” eftersom många släkten hade stora yttre likheter med nutida strutsfåglar. De är kända från fossil påträffade i Europa, Afrika, Asien och Nordamerika. Fossil tyder på att gruppen först dök upp början av kritaperioden och härdade ut fram till Krita–tertiär-utdöendet.
De flesta ornithomimosaurier var förhållandevis småväxta djur i ungefär samma storleksklass som strutsar och tycks ha varit snabba och lättfotade djur, även om flera släkten i familj Deinocheiridae tycks ha varit större och långsammare. Många forskare tror att ornithomimosaurier till skillnad från de flesta andra theropoder var allätare eller växtätare.

## Taxonomi
- †Garudimimus
- †Hexing
- †Nedcolbertia
- †Nqwebasaurus
- †Pelecanimimus
- †Shenzhousaurus

Ornithomimidae
- †Anserimimus
- †Archaeornithomimus
- †Dromiceiomimus
- †Gallimimus
- †Ginareemimus
- †"Orcomimus"
- †Ornithomimus
- †"Sanchusaurus"
- †Sinornithomimus
- †Struthiomimus

Deinocheiridae
- †Beishanlong
- †Harpymimus
- †Paraxenisaurus
- †Tyrannomimus
- †Deinocheirus

## Fylogeni
Ornithomimosaurierna har i de flesta studier konstaterats vara coelurosaurier som är mer avancerade än tyrannosauroider, men mer primitiva än maniraptorer. Vilka som är ornithomimosauriernas närmaste släktingar har det dock varit delade meningar om. Somliga forskare anser att Alvarezsauridae utgör systergrupp till ornithomimosaurierna, medan andra tror att det istället är Compsognathidae som står ornithomimosaurierna närmast.